# Bronce Manchego
Bronce Manchego es la denominación historiográfica genérica de una subdivisión espacial y temporal de la prehistoria en la península ibérica también conocida como Cultura de las Motillas. Grupos humanos sedentarios, que basaban su sustento en la ganadería y la agricultura, ocuparon el territorio actualmente conocido como La Mancha (gran parte de la provincia de Ciudad Real, prácticamente toda la de Albacete y parte de las de Toledo y Cuenca) a partir del Calcolítico, constituyendo uno de los sustratos indígenas que dio origen a la cultura ibera.
Esta cultura arqueológica se caracterizó, principalmente, por la construcción de asentamientos fuertemente fortificados que han dado origen a topónimos locales: motillas, morras y castillejos. De entre estos, las denominadas "motillas" son eminencias topográficas que destacan sobre la llanura manchega. Su excavación ha demostrado que estaban formadas por viviendas apretadas dentro de cinturones de murallas concéntricas en varios niveles escalonados, dando una apariencia de cerro artificial al asentamiento que facilitaba su defensa frente a las invasiones y el control efectivo del territorio circundante (de manera similar a los tell del Oriente Próximo).

## Cronología

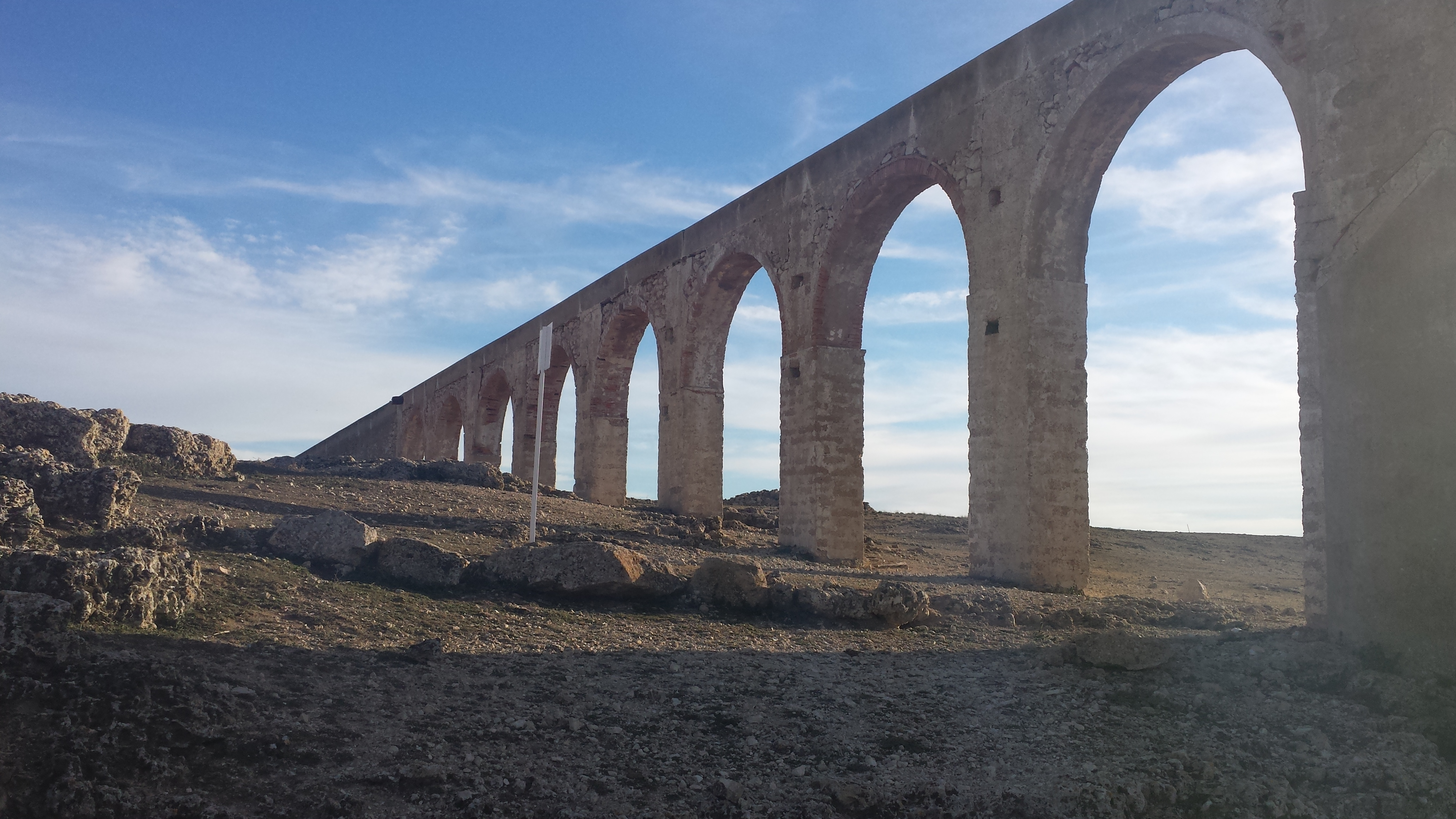
Yacimiento arqueológico de El Acequión en Albacete.

Los trabajos de Gilman, Fernández- Posse y Martín sobre la cronología de ocupación en los yacimientos de El Quintanar (Munera) y El Acequión (Albacete), dos de los poblados de la Edad del Bronce más significativos de los centenares documentados en la provincia de Albacete, han proporcionado numerosas muestras de radiocarbono en largas secuencias de depósitos. Los resultados indican que la ocupación de El Quintanar empezó antes del 2000 a. C. y duró hasta el 1500 a. C., mientras que la de El Acequión se inició antes del 2200 a. C. y llegó hasta el 1800 a. C. Estos intervalos son análogos a los obtenidos para otros yacimientos de similares características en el resto de La Mancha: Motilla del Azuer (Daimiel) y Cerro de la Encantada (Granátula de Calatrava). Así, el Bronce manchego resulta contemporáneo de sus vecinos el Bronce levantino (Comunidad Valenciana y Teruel) y el Bronce argárico (Murcia y Andalucía Oriental), sin que se pueda demostrar la pretendida prioridad cronológica de El Argar y considerándose totalmente coetáneas.

## Extensión

El Bronce Manchego respecto a otras culturas de la Edad del Bronce en la península ibérica.

La fijación precisa de los límites de influencia de los grupos del Bronce peninsular es una cuestión aún abierta puesto que en algunas zonas se solapan los vestigios de las culturas coetáneas. Debido a ello no se puede hablar de un límite claro pero se podría decir que al norte del río Segura comenzarían los primeros asentamientos no argáricos y clasificables en el Bronce manchego. La línea Hellín- Albatana- Montealegre del Castillo- Almansa (que casualmente coincide bastante bien con la actual división administrativa entre las provincias de Albacete, Alicante y Murcia) constituiría el límite sur. El valle del Vinalopó haría de linde entre el Bronce valenciano y el manchego, por el este, mientras que al norte se extendería hasta el valle del Tajo y la serranía de Cuenca. El límite occidental es mucho más impreciso.

## Características
En un principio se creyó que el Bronce Manchego era el resultado de la expansión hacia el interior de la península de los grupos argáricos, pero sucesivos estudios mostraron que tenía características propias. Algunos autores habían llegado a considerar las morras y motillas como enormes túmulos funerarios pues dentro de ellos se encontraban restos humanos enterrados intencionadamente. Actualmente se tiende a caracterizar el Bronce Manchego como un horizonte cultural diferenciado aunque con fuertes relaciones con los Bronces argárico y valenciano.
A pesar de que su estudio está incluido en la Edad del Bronce, uno de los rasgos característicos del Bronce manchego, curiosamente, es la baja presencia (nula o casi testimonial en algunos yacimientos) de utillajes de bronce, frente a los fabricados con la aleación de cobre y arsénico o los de cobre sólo. Su tipología es similar a la argárica. La cerámica es bastante homogénea, habiendo pocas variaciones a lo largo de este periodo. Los modelos son diferentes de los argáricos: vasos globulares o carenados, lisos en su mayor parte, aunque también presentan decoraciones de cordones, mamelones y digitaciones. El ritual funerario es similar al argárico, enterrándose normalmente de manera individual, en fosas, cistas o pithoi, con ajuares relativamente sencillos. Recientemente se han descubierto enterramientos en Castillejo del Bonete, un conjunto monumental integrado por varios túmulos funerarios orientados astronómicamente. La presencia de objetos de marfil indica la existencia de un comercio a larga distancia..La cerámica era sencilla, jarrones y vasijas hechos con arcilla local.

## Lugares de habitación

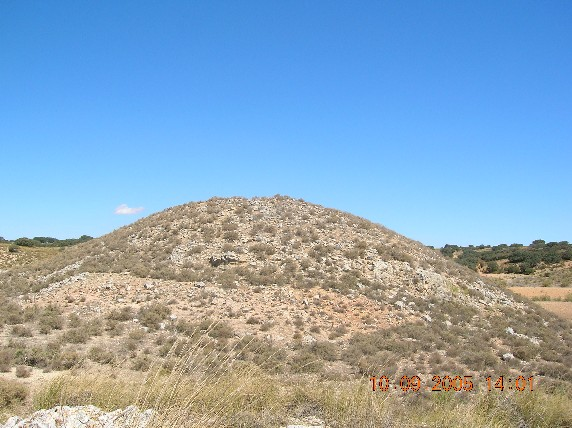
Aspecto de una morra sin excavar.

Los asentamientos de esta cultura son muy numerosos y, aunque dispersos y extendidos por un amplio territorio, mantenían relaciones entre sí creando agrupaciones de asentamientos. Tenían equidistancias de 4 a 5 kilómetros entre unos y otros, según las zonas, pero siempre manteniendo el contacto visual. Se distribuyen por las vegas de los ríos, zonas llanas y fácilmente inundables y por las zonas palustres deprimidas, donde hasta época reciente era muy frecuentes la existencia de los típicos humedales y lagunas manchegas. En casos como el de El Acequión (Albacete) el poblado es, prácticamente, una isla artificial (crannóg). Las mayores concentraciones de asentamientos estudiados están en el término municipal de Daimiel (Motillas del Azuer, las Cañas, Zuacorta, Casa del Cura, de la Vega Media, de la Albuera, Daimiel y de la Máquina) y en las lagunas de Ruidera (hasta 23 de distinta tipología y a una distancia visual, en algunos casos, de solo 1 kilómetro). Son muy numerosos los que quedan por investigar y, se supone, por descubrir en la cuenca media y alta del Guadiana y sus afluentes (Munera, El Bonillo, Lezuza, Villarrobledo, Argamasilla de Alba, Tomelloso). Sólo en la provincia de Albacete se conoce el emplazamiento seguro de unos 300 asentamientos.
Los poblados han sido divididos en dos tipologías: 
- Las motillas, eran una especie de fortalezas circulares dispuestas en anillos concéntricos en torno a una gran torre central, con viviendas en su interior y exterior. Actuaban como lugares centrales de un área agrícola y su principal recurso consistía en el control del agua mediante profundos pozos. 
- Las morras, también circulares y de pequeño tamaño, y los castillejos, mayores, se situaban en mesetas elevadas y, a veces, presentan también fortificaciones y edificios singulares.
Algunos autores han llegado a distinguir hasta cinco tipos (facies) de asentamientos diferentes:
- Facies cuevas: No son los más usuales por la propia falta de cuevas grandes en amplias zonas de La Mancha. Sin embargo, en algunos lugares donde sí existen se ha constatado la presencia de asentamientos propios de esta cultura, aunque existe el debate sobre si deben o no incluirse en ella.
- Facies fondos de cabaña: Se trata de poblados en llano, normalmente de carácter estacional con viviendas construidas con materiales no permanentes y de los que sólo suele quedar la planta de la cabaña.
- Facies motillas y facies morras: Aunque las diferencias entre ambos tipos son mínimas (de hecho poblados idénticos se denominan motillas en Ciudad Real y morras en Albacete) se mantiene la diferente nomenclatura para distinguir las que están dispuestas en zonas predominantemente llanas (motillas), frente a las que se disponen en zonas menos llanas, cerros o pequeños espolones rocosos (morras). El aspecto externo e interno de motillas y morras es prácticamente idéntico y obedece al patrón arquetípico de asentamientos circulares, fuertemente fortificados, con diferentes cinturones de viviendas y una torre o atalaya central.
- Facies castellones o asentamientos de altura: Poblado situado en una altura muy elevada que generalmente está fortificado.

## Sociedad
Se cree que la sociedad del Bronce manchego estaba organizada en jefaturas. Desde los grandes poblados fortificados los jefes dominarían la producción agropecuaria de su área colindante y gracias a los excedentes que almacenarían en ellos podrían acceder a los bienes de prestigio que reafirmaban su posición privilegiada.
Se piensa que las concentraciones de poblados en torno a determinados lugares constituían una única comunidad cuyo modelo de asentamiento disperso permitía un control efectivo del medio y sus recursos desde puntos estratégicos. Sin embargo, se llegado a asumir que eran comunidades en guerra permanente debido a la propia disposición y fortísima construcción de las motillas y atalayas, así como por los ajuares de las tumbas masculinas, donde aparecen arcos y otras armas. Es probable que cumplieran ambos cometidos: control de pastos, tierras, cursos fluviales y otros elementos vitales y control militar del territorio .
Muchos de los asentamientos pequeños albergaban una o pocas familias, en sentido extenso: ascendientes, descendientes y parentela directa. La propia disposición de los asentamientos refleja una cierta posición de subordinación o, mejor, de interdependencia: los centros neurálgicos pueden ser importantes para el comercio e intercambio, pero los centros externos son vitales para el control del territorio.